# Charlotte Monacká (1719–1790)
Princezna Charlotte Thérèse Nathalie Monacká ( 19. března 1719 Paříž – 1790) byla monacká princezna a katolická jeptiška.

## Biografie
Princezna Charlotte se narodila 19. března 1719 v Hôtelu Matignon v Paříži knížeti Jakubu I. Monackému a kněžně Louise Hippolytě Monacké. V roce 1724 se Charlotte zasnoubila s Frédéricem Julem de La Tour d'Auvergne (kníže z Auvergne), nicméně zasnoubení bylo zrušeno a ona se nikdy nevdala.
V roce 1733 Pierre Gobert namaloval její portrét.
21. ledna 1738 složila řeholní sliby a stala se jeptiškou v klášteře Navštívení. Charlotte několikrát opustila klášter, aby navštívila svou rodinu.
Charlotte přijala závoj z rukou starého arcibiskupa besançonského.
Zemřela v roce 1790.